# Utica (città antica)
Utica (in greco antico: Οὐτίκα?, Outíka; in latino Ŭtĭca; in lingua fenicia, 𐤏𐤕𐤒, ‘TQ o 𐤏𐤕𐤂, ‘TG) è un'antica città costiera fenicia. Oggi è situata a 8 km dalla costa della attuale Tunisia, a pochi chilometri a nord di Cartagine e a 27 km a nord di Tunisi alla foce del fiume Bagrada (oggi Megerda) fondata nel 1101 a.C. secondo Plinio il Vecchio e Velleio Patercolo. "Utica" deriva forse dal fenicio o dal libico e significa forse vecchia città, in contrasto con la successiva colonia Cartagine, che significa nuova città.

## Storia
Secondo Velleio Patercolo, in Storia Romana, sarebbe stata fondata dopo Cadice, quindi presumibilmente attorno al 1100 O 1000 a.C.. La sua fondazione è collocata talvolta 287 anni prima quella di Cartagine (814 a.C.), il che corrisponderebbe al 1101 a.C., secondo il trattato dello Pseudo-Aristotele Storie meravigliose, che dice rifarsi alle Storie fenicie, come confermato da Plinio il Vecchio nella Storia Naturale. Sarebbe la terza colonia fenicia per fondazione, dopo Lixus e Cadice. Fondata da Tiro o dai Sidonî secondo il poeta Silio Italico, ma con questa accezione si intendevano i Fenici nella Bibbia.
Dopo la fondazione di Cartagine la città inviò un'ambasciata di benvenuto.
Commerciò con l'Egitto finché non venne minacciata dalla fondazione della colonia di Cirene nel 631 a.C. da parte dei Greci Focesi.
Nel Primo Trattato tra Roma e Cartagine non è menzionata, il che presume che la città fosse indipendente nel 508 a.C.
Nel secondo Trattato tra Roma e Cartagine è menzionata e nel trattato con Filippo di Macedonia del 215 a.C. è considerata pari a Cartagine.
Per il suo entroterra molto fertile, e anche per la presenza di un porto efficiente e frequentato godeva di un certo grado di floridezza tanto da poter entrare a volte in competizione con la stessa Cartagine. Per questa ragione simpatizzò con i Romani e con Massinissa allo scoppio della Terza guerra punica e per questo divenne capitale della provincia d'Africa.
Dopo la battaglia di Farsalo divenne la base operativa dei pompeiani e nella vicina località di Tapso, si svolse nel 46 a.C. la battaglia vinta da Gaio Giulio Cesare contro i pompeiani di Tito Labieno, Giuba I, M. Petreio, Gneo e Sesto Pompeo (vedi Battaglia di Tapso).
Ad Utica nel frattempo si era asserragliato per difenderla Marco Porcio Catone Minore (meglio noto, per l'appunto, come l'Uticense), vera anima della resistenza Pompeiana; egli, fermo e convinto seguace della dottrina stoica, strenuo sostenitore della libertà repubblicana, non appena seppe che Cesare era alle porte della città, non esitò a sacrificare se stesso.
Utica, divenuta celebre proprio per il suo estremo sacrificio, gli rese degni onori funebri.
Utica è anche la città dove morì esule Gneo Nevio. In seguito, Utica divenne municipio sotto Augusto e colonia con Adriano, per decadere infine a causa della rinascita di Cartagine e dell'insabbiamento del porto.
Nel I secolo d.C. la sua importanza fu tale, che ebbe anche una propria zecca: nel 25 d.C., infatti, vi venne coniata una moneta che recava su una faccia la testa dell'imperatore Tiberio insieme ai nomi del proconsole e del questore della provincia di Siria.

## Archeologia
Presenza di necropoli puniche databili al VII secolo a.C. e VIII secolo a.C. oltre ad alcuni edifici con mosaici di età repubblicana romana, si sono identificate tracce di un tempio, di terme e di due teatri e due anfiteatri. Testimonianze documentali della sua natura integrata nella cultura romana.